# Lamanon
Lamanon ist eine französische Gemeinde mit 2069 Einwohnern (Stand 1. Januar 2022) im Département Bouches-du-Rhône in der Region Provence-Alpes-Côte d’Azur.

## Geografie
Die Gemeinde liegt im Norden des Départements Bouches-du-Rhône sieben Kilometer nördlich von Salon-de-Provence. Sie liegt am Rand der Alpilles und ist Teil des Regionalen Naturparks Alpilles.

## Geschichte
Nördlich vom heutigen Ort befindet sich eine archäologische Stätte von prähistorischen und mittelalterlichen Niederlassungen. Die sich hier befindenden Höhlen von Calès waren noch bis zum 16. Jahrhundert bewohnt. Diese Fundstätte stellt eine von vielen antiken Siedlungen in den Alpilles dar. Diese Orte waren über Pfade miteinander verknüpft, unter anderem auch mit dem Castrum von Aureille. Bereits während der Eisenzeit wurde hier Handel getrieben. Im Castrum, das einem Dorf ähnelte, tauschten die Bewohner der Alpilles Waren ein.
In der folgenden Zeit zog es viele Menschen nach Arles, das eine griechische Kolonie war. Doch im zweiten und ersten Jahrhundert vor Christus erlebten die Alpilles wieder eine Blütezeit. Zur Römerzeit werden die so genannten Oppida, die Siedlungen in den Alpilles, zum großen Teil aufgelöst.

## Wappen
Wappenbeschreibung: In Gold ein blauer pfahlgestellter Liebesknoten.

## Sehenswürdigkeiten
- Kapelle Saint-Dénis aus dem 12. Jahrhundert
- Schloss von Lamanon

## Wirtschaft und Infrastruktur
Durch den Ort führt die D17, die ihn mit seinen Nachbarorten Eyguières und Mallemort verbindet. Die in Nord-Süd-Richtung verlaufende N7 verbindet den Ort mit Salon-de-Provence in Richtung Süden und mit Sénas im Norden, wo sie bis Avignon eine Parallelstrecke zur Autobahn bildet. Die Autoroute du Soleil führt unmittelbar am Ort vorbei, die nächsten Auffahrten befinden sich in Sénas und Salon-de-Provence.

## Politik
Der Sozialist Roland Darrouzes ist momentan Bürgermeister der Gemeinde.

## Bevölkerungsentwicklung
| Jahr      | 1962 | 1968 | 1975 | 1982 | 1990 | 1999 | 2008 | 2017 | 2021 |
| Einwohner | 708  | 735  | 1025 | 1377 | 1487 | 1712 | 1740 | 2004 | 2046 |

## Persönlichkeiten
- Alexandre Peyron (1889–1916), Dichter